# Peach Aviation
Peach Aviation, kurz Peach (japanisch Peach Aviation 株式会社, Pīchi abiēshon Kabushiki-gaisha), ist eine japanische Billigfluggesellschaft mit Sitz in Osaka und Basis auf dem Flughafen Kansai. Sie ist eine Tochtergesellschaft der ANA Holdings.

## Geschichte

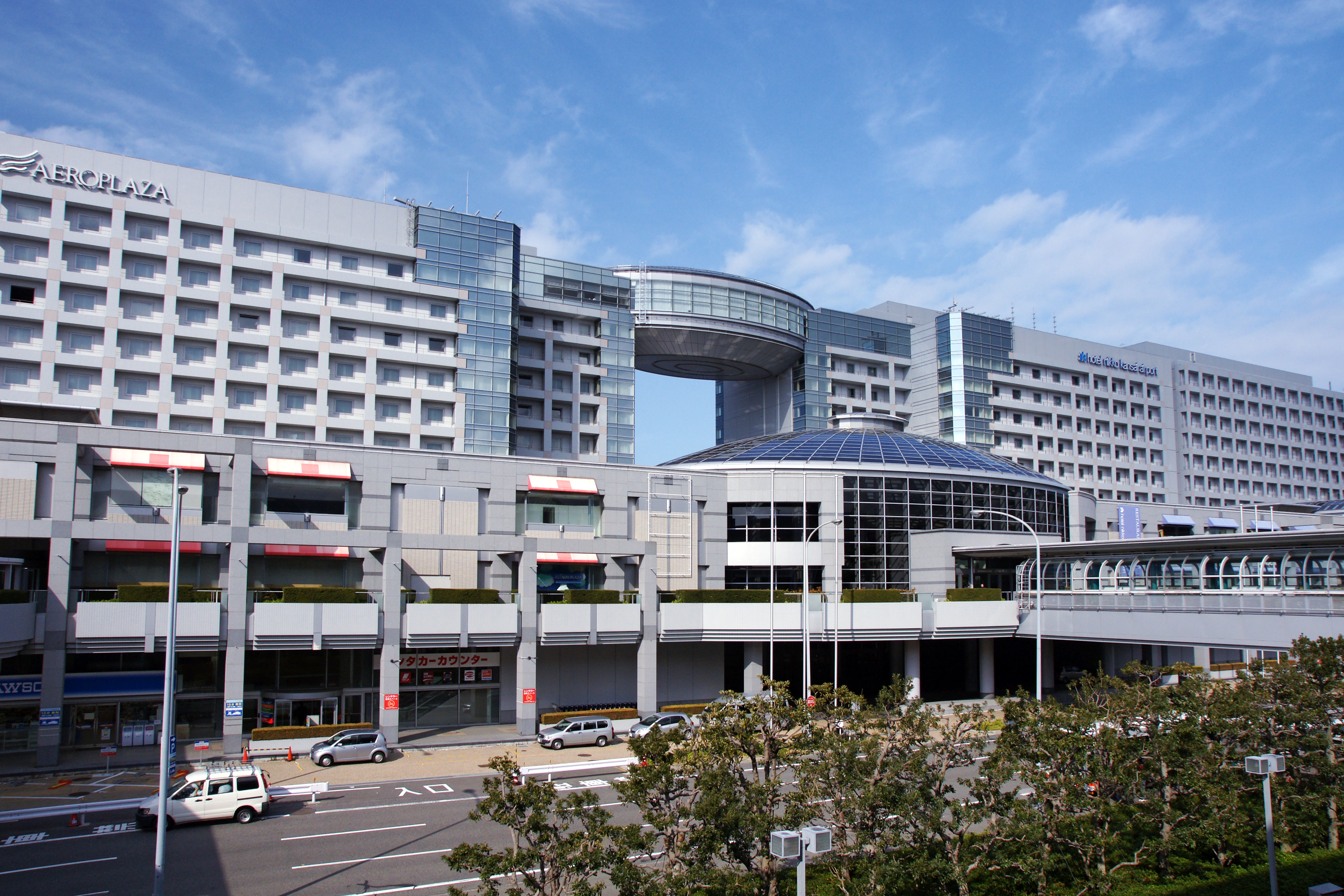
Hauptsitz der Peach Aviation im „Aeroplaza“-Gebäude am Flughafen Kansai

Peach Aviation wurde zu Beginn des Jahres 2011 ins Leben gerufen. Damals noch unter dem Arbeitstitel A&F Aviation einigten sich die in Hongkong beheimatete Investorengruppe First Eastern und die japanische Fluggesellschaft All Nippon Airways auf die Gründung eines Joint Ventures, der als Billigtochter der ANA an den Start gehen sollte. Die Basis sollte der Flughafen Kansai in Osaka werden.
Im Mai änderte man den Namen der Gesellschaft in „Peach Aviation“, wobei der Pfirsich (engl. peach) in der Region Glück, Energie und auch langes Leben darstellt. Daneben lassen sich die Buchstaben in Peach nach Cheap vertauschen. Inzwischen war die Gesellschaft der Betriebsaufnahme näher gekommen und hatte sich für das Leasing von 10 Airbus A320-200 von GECAS festgelegt. Die Flugzeuge sollten dabei mit 180 Sitzen die Maximalbestuhlung erhalten. Peach bezeichnet sich selbst als die erste japanische Billigfluggesellschaft, was auch insofern Bestätigung findet, dass Peach Aviation im Preis und auch im Service, der zum Beispiel in etwa auf dem Niveau von easyJet liegt, deutlich unter den bisher in Japan als Billigfluggesellschaft bezeichneten Carriern liegt. Der Vertrag für die Flugzeuge war im Februar geschlossen worden und sah vor, die Flugzeuge ab Ende 2011 schrittweise über einen Zeitraum von zwei Jahren zu übergeben. Anfang November 2011 traf dann das erste Flugzeug in Japan ein; der Ticketverkauf startete am 5. Januar 2012.
Zur Jahresmitte wurde der Termin für den ersten Flug, der zuvor erst schwammig irgendwann zwischen Mitte 2010 und Anfang 2011 festgelegt wurde, für März 2012 bestimmt.
Im August 2015 eröffnete Peach Aviation mit einer neuen Strecke vom Flughafen Tokio-Haneda zum Flughafen Taiwan Taoyuan in Taipeh ihr viertes Drehkreuz.
Im April 2017 erhöhte die ANA Holdings, das Mutterunternehmen der All Nippon Airways, ihren Anteil an Peach Aviation von 38,7 % auf 67,0 %, wodurch diese zu einem Tochterunternehmen der ANA Holdings wurde.
Im September 2017 folgte mit Flügen vom Flughafen Sendai nach Neu-Chitose und Taiwan Taoyuan das fünfte Drehkreuz der Fluggesellschaft.
Im März 2018 gab ANA bekannt, Peach Aviation und die in Tokio-Narita ansässige weitere ANA-Tochtergesellschaft Vanilla Air bis April 2020 fusionieren zu wollen, wobei die Marke „Vanilla Air“ verschwinden werde. Dies geschehe u. a., um sich effektiver und einheitlicher im asiatischen Billigflugmarkt positionieren zu können. Im Juli 2018 wandelte Peach Aviation 2 Bestellungen für Airbus A320neo in Airbus A321LR mit erweiterter Reichweite um. Peach wird der erste asiatische Betreiber dieses Typs sein und damit Langstreckenziele in Asien bedienen. Im Januar 2019 wurden zusätzlich als Ersatz für die bestehende Airbus-A320-Flotte 18 Exemplare des Typs Airbus A320neo bestellt, die ab 2021 über einen Zeitraum von 5 Jahren ausgeliefert werden sollen.
Anteilseigner der Peach Aviation sind ANA Holdings (67,0 %), First Eastern Aviation Holdings (17,9 %) und INCJ (15,1 %).

## Flugziele
Peach Aviation bedient von ihren Luftfahrt-Drehkreuzen aus neben Zielen im Inland auch Ziele in Südost- und Ostasien.

## Flotte
Mit Stand Februar 2025 besteht die Flotte der Peach Aviation aus 36 Flugzeugen mit einem Durchschnittsalter von 4,6 Jahren:
| Flugzeugtyp     | Anzahl | bestellt | Anmerkungen                               | Sitzplätze | Durchschnittsalter |
| --------------- | ------ | -------- | ----------------------------------------- | ---------- | ------------------ |
| Airbus A320-200 | 16     |          | einer inaktiv; geleast von GECAS und SMBC | 180        | 6,9 Jahre          |
| Airbus A320neo  | 17     |          |                                           | 188        | 2,7 Jahre          |
| Airbus A321LR   | 03     | 10       |                                           | 218        | 3,1 Jahre          |
| Airbus A321XLR  |        | 03       |                                           | – offen –  |                    |
| Gesamt          | 36     | 13       |                                           |            | 4,4 Jahre          |